# Grimmener SV
De Grimmener SV is een in 1992 opgerichte Duitste sportvereniging uit Grimmen, deelstaat Mecklenburg-Voor-Pommeren met prestatie-gerichte voetbal- en volleybalteams.

## Vereniging
De sportvereniging ontstond in zijn huidige vorm door een fusie tussen de drie voetbalverenigingen in de stad, namelijk BSG Einheit Grimmen, VEB Bau Grimmen en BSG Erdöl Erdgas Grimmen in het jaar 1992. Deze verenigingen vonden hun oorsprong in de voormalige Duitse Democratische Republiek. In 2012 telde de vereniging meer dan 250 leden. De plek waar gevoetbald wordt is sinds 1957 het Jahnplatz Sportforum. Geen van de voorgangers speelden een grote rol in het DDR-voetbal. De meest succesvolle club was nog de BSG Einheit Grimmen die gedurende de periode tussen 1958 en 1991 in totaal 9 jaar lang op het derde niveau speelde in de Bezirksliga Rostock. Gedurende die periode mocht de club ook een keer deelnemen aan het hoofdtoernooi om de FDGB-Pokal in het seizoen 1978/1979.

### Sinds 1992
Na de Duitse hereniging wist de club in het seizoen 2009/2010 naar de hoogste afdeling van Mecklenburg-Voor-Pommeren te promoveren, namelijk de Verbandsliga Mecklenburg-Vorpommern. In de beginjaren na de fusie speelde de club in de clubkleuren van BSG Erdöl/Erdgas (zwart-geel), maar in de laatste jaren speelt men in rood-wit wat weer aan BSG Bau Grimmen herinnert. In 2020 trok de club zich terug uit de Verbandsliga.

### Recente Seizoenen
| Seizoen | Competitie                                        | Plaats | Punten | Doelpunten |
| ------- | ------------------------------------------------- | ------ | ------ | ---------- |
| 2003/04 | Landesliga Mecklenburg-Vorpommern (Ost) (6. Liga) | 09     | 32     | 40:40      |
| 2004/05 | Landesliga Mecklenburg-Vorpommern (Ost) (6. Liga) | 09     | 29     | 35:44      |
| 2005/06 | Landesliga Mecklenburg-Vorpommern (Ost) (6. Liga) | 04     | 38     | 39:29      |
| 2006/07 | Landesliga Mecklenburg-Vorpommern (Ost) (6. Liga) | 02     | 53     | 49:20      |
| 2007/08 | Landesliga Mecklenburg-Vorpommern (Ost) (6. Liga) | 07     | 37     | 46:32      |
| 2008/09 | Landesliga Mecklenburg-Vorpommern (Ost) (7. Liga) | 02     | 56     | 53:25      |
| 2009/10 | Landesliga Mecklenburg-Vorpommern (Ost) (7. Liga) | 01     | 67     | 79:14      |
| 2010/11 | Verbandsliga Mecklenburg-Vorpommern (6. Liga)     | 07     | 48     | 54:56      |
| 2011/12 | Verbandsliga Mecklenburg-Vorpommern (6. Liga)     | 09     | 38     | 41:57      |
| 2012/13 | Verbandsliga Mecklenburg-Vorpommern (6. Liga)     | 09     | 28     | 40:51      |